# Acanthagrion adustum
Acanthagrion adustum е вид насекомо от семейство Coenagrionidae. Видът е незастрашен от изчезване.

## Разпространение
Разпространен е в Бразилия, Венецуела, Гвиана, Парагвай и Суринам.